# Почтенный, Кузьма Григорьевич
Кузьма Григорьевич Почтенный (1903, Починок, Смоленская губерния  — 12 апреля 1955, БССР) — советский хозяйственный, государственный и политический деятель.

## Биография
Родился в 1903 году в Починке в семье крестьянина-середняка. Член КПСС с июля 1924 года.
С 1920 года — на хозяйственной, общественной и политической работе. С мая 1920 по июнь 1921 года работал инструктором и членом бюро укома комсомола в г. Красный Смоленской губернии. С июня по октябрь 1921 года работал в своем хозяйстве в Досугово. С октября 1921 года по май 1922 года работал библиотекарем отдела Петроградской конвойной команды. С июня 1922 года по июль 1923 года работал в своем хозяйстве в Досугово. С августа 1923 года по сентябрь 1925 года работал техническим секретарем Досуговского волостного комитета РКП(б).
С октября 1925 года по июль 1926 года служил красноармейцем в 5-м полке связи РККА в Брянске.
В органах государственной безопасности с 1927 года. С января по сентябрь 1927 года работал линейным агентом ОДТО ОГПУ станции Смоленск. С сентября 1927 года по сентябрь 1929 года работал помощником уполномоченного СО Смоленского губернского отдела ГПУ.
С сентября 1929 года по октябрь 1930 года был уполномоченным окружного отделения ГПУ в г. Сухиничи. С октября 1930 года по июнь 1931 года работал уполномоченным Бежицкого городского отделения ГПУ. С июля 1931 по февраль 1932 работал районным уполномоченным ГПУ в пос. Плохино Западной области.
С февраля 1932 года по январь 1933 года работал уполномоченным СПО ПП ОГПУ Западной области.
В 1933—1939 года работал в 11-м пограничном отряде г. Себеж: с января 1933 года по декабрь 1935 года был уполномоченным, с декабря 1935 года по октябрь 1938 года — помощником начальника 1 отделения штаба, с октября 1938 года по ноябрь 1939 года — секретарем партбюро.
С ноября 1939 года по декабрь 1940 года работал начальником 2-го отдела УГБ УНКВД Вилейской области. С декабря 1940 года по март 1941 года был заместителем начальника УНКВД Вилейской области, а с 18 апреля по август 1941 года был заместителем начальника УНКГБ Вилейской области.
С июня по сентябрь 1941 года был начальником особого отдела НКВД 44-й стрелковой дивизии Западного фронта. С сентября по 29 декабря 1941 года был заместителем начальника особого отдела НКВД 54-й армии Ленинградского фронта, а с 29 декабря 1941 года — начальником особого отдела НКВД Волховской опергруппы войск Ленинградского фронта.С января 1942 года по 27 ноября 1943 года был начальником особого отдела НКВД — отдела контрразведки СМЕРШ 4-го гвардейского стрелкового корпуса, Юго-Западного и 3-го Украинских фронтов.
С ноября 1943 года по апрель 1944 года работал заместителем начальника УНКГБ Могилевской области по г. Кричев. С апреля по 5 октября 1944 года работал начальником УНКГБ Вилейской области. С ноября 1944 года по 1947 год работал заместителем начальника 1-го управления НКГБ-МГБ БССР. С 1947 года пл январь 1948 года работал начальником 5-го управления МГБ БССР. С января 1948 года по 13 сентября 1952 года являлся начальником УМГБ Полоцкой области.
С 31 марта по 9 июня 1953 года работал начальником УМГБ Могилёвской области. С 28 августа 1953 года по 12 апреля 1955 года работал начальником УМВД Могилёвской области.

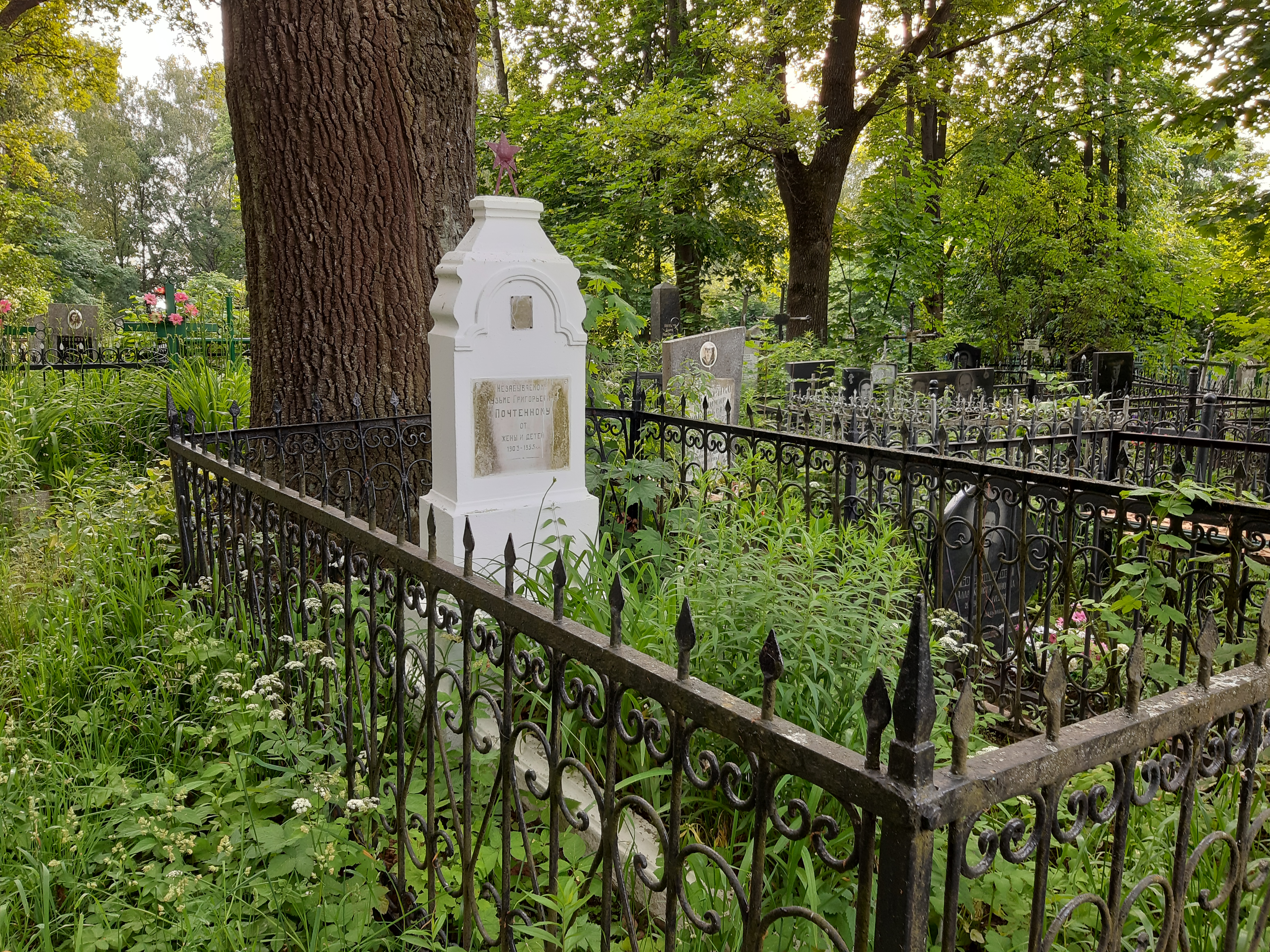
Могила на Машековском кладбище

Умер 12 апреля 1955 года в Могилеве. Похоронен на Машековском кладбище.

## Награды
- Орден Красной Звезды (23.05.1943)[1];
- Орден Красной Звезды (03.11.1944)[2];
- Орден Отечественной войны I степени (21.04.1945)[3];
- Орден Красного Знамени (30.04.1946);
- Орден Ленина (30.12.1948)[4]
- Орден Ленина (01.06.1951);
- 5 медалей;
- знак «Заслуженный работник НКВД» (17.04.1946).